# Vockenroth
Vockenroth ist ein Gemeindeteil des Marktes Neuhof an der Zenn im Landkreis Neustadt an der Aisch-Bad Windsheim (Mittelfranken, Bayern). Vockenroth liegt in der Gemarkung Neuhof an der Zenn.

## Geografie
Nordwestlich des Weilers Vockenroth liegt das Waldgebiet Fichtlein, 1 km östlich liegt der Sandbühl. Eine Gemeindeverbindungsstraße führt nach Neuselingsbach (1,1 km nordöstlich) bzw. zur Staatsstraße 2413 bei Neuhof an der Zenn (1 km südöstlich).

## Geschichte
Der Ort wurde 1145/53 in einer Bulle des Papstes Eugen III. neben anderen Orten erstmals urkundlich erwähnt, in der dem Kloster Heilsbronn Besitzungen zugesichert wurden. Das Kloster hatte dort eine 650 Morgen große Waldung. Es erwarb dort auch Höfe. Diese blieben während des Dreißigjährigen Krieges verschont.
Die Ortsnamensendung „–roth“ lässt erkennen, dass der Ort durch Rodung entstanden ist, vermutlich im 9./10. Jahrhundert. 
Gegen Ende des 18. Jahrhunderts gab es in Vockenroth drei Anwesen (2 Höfe, 1 Gut). Das Hochgericht übte das brandenburg-bayreuthische Stadtvogteiamt Markt Erlbach aus. Die Dorf- und Gemeindeherrschaft sowie die Grundherrschaft über alle Anwesen hatte das Kastenamt Neuhof.
Von 1797 bis 1810 unterstand der Ort dem Justizamt Markt Erlbach und Kammeramt Neuhof. Im Rahmen des Gemeindeedikts wurde Vockenroth dem 1811 gebildeten Steuerdistrikt Neuhof an der Zenn und der 1813 gegründeten Munizipalgemeinde Neuhof an der Zenn zugeordnet (ab 1818: Ruralgemeinde Neuhof).

### Ehemalige Baudenkmäler
- Haus Nr. 2: barocke Hofeinfahrt zu drei Pfeilern mit profilierten Kämpfer- und Kugelaufsätzen; am Backofen „I IA EN 1820“ im Stichbogen der ehemaligen Tür[11]
- Haus Nr. 3: zweigeschossiges Wohnstallhaus, umgebaut; im Sturz der Haustür „17 I“(ohann) „L“(eonhard) „E“(nzner) „78“[11]

### Einwohnerentwicklung
| Jahr      | 001818 | 001840 | 001861 | 001871 | 001885 | 001900 | 001925 | 001950 | 001961 | 001970 | 001987 | 002017 |
| Einwohner | 40     | 45     | 38     | 40     | 36     | 27     | 28     | 35     | 27     | 29     | 24     | 34     |
| Häuser    | 5      | 4      |        |        | 5      | 4      | 4      | 3      | 4      |        | 7      |        |
| Quelle    | [ 13 ] | [ 14 ] | [ 15 ] | [ 16 ] | [ 17 ] | [ 18 ] | [ 19 ] | [ 20 ] | [ 21 ] | [ 22 ] | [ 23 ] | [ 24 ] |

## Religion
Der Ort ist seit der Reformation evangelisch-lutherisch geprägt und nach St. Thomas (Neuhof an der Zenn) gepfarrt. Die Katholiken gehören zur Kirchengemeinde Maria Namen (Markt Erlbach), die ursprünglich eine Filiale von St. Michael (Wilhermsdorf) war und seit 2019 eine Filiale von St. Johannis Enthauptung (Neustadt an der Aisch) ist.